# Georges Cuisenaire

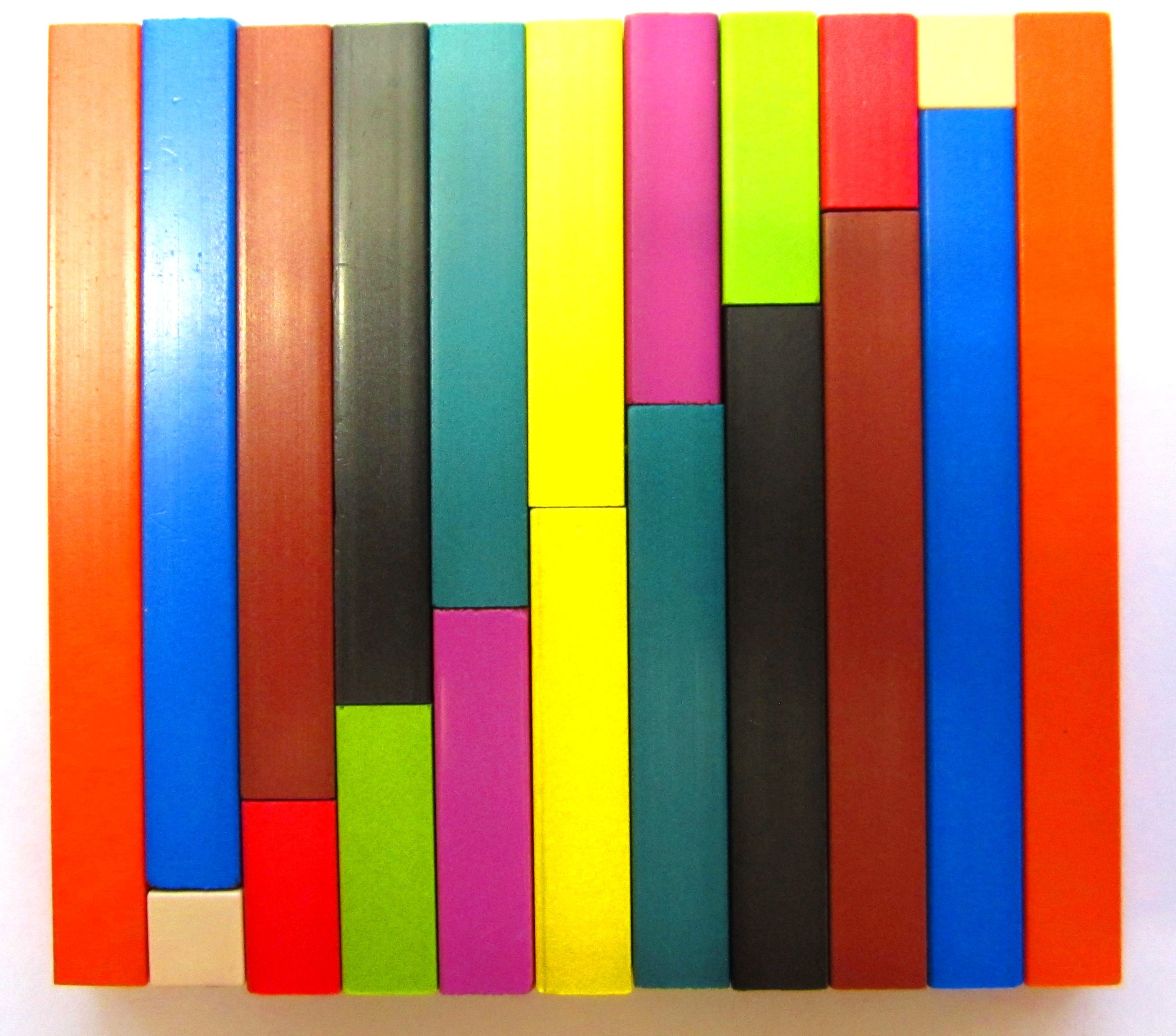
Regoli di Cuisenaire disposti a scala

Georges Émile Cuisenaire (Quaregnon, 7 settembre 1891 – Thuin, 31 dicembre 1975) è stato un pedagogo, insegnante e inventore belga, creatore degli omonimi regoli come strumento di sussidio per l'insegnamento della matematica.

## Biografia
Diplomatosi al Conservatorio Reale di Mons nel 1907, il 26 aprile 1912 venne nominato insegnante presso la scuola primaria Ville-Haute di Thuin. Nel 1948 fondò e fu direttore della scuola industriale di Thuin.
Nel 1945, dopo molti anni di ricerca e sperimentazione, creò i regoli Cuisenaire, un gioco educativo composto da strisce di cartone colorato di varie lunghezze che usava per insegnare la matematica ai bambini piccoli. Nel 1952 pubblicò in Belgio la prima edizione del libro Les nombres en couleurs, in cui illustrò tale gioco.
Il metodo dei regoli di Cuisenaire ha rivoluzionato l'insegnamento della matematica, in quanto fu riconosciuto da pedagoghi e psicologi di tutto il mondo come uno strumento educativo di eccezionale efficacia. Il suo metodo è stato adottato da migliaia di insegnanti in oltre sessanta paesi.
Il 5 giugno 1965 ricevette il titolo di ufficiale dell'Ordine di Leopoldo II; l'11 gennaio 1968 venne nominato ufficiale dell'Ordine di Leopoldo.
Nel 1973 l'UNESCO raccomandò l'uso dei regoli Cuisenaire e suggerì la riforma dei programmi di insegnamento della matematica basati sul suo metodo.

## Opere
- (FR) Georges Cuisenaire, Leçons-promenades, Tamines, Duculot-Roulin, 1936..
- (FR) Georges Cuisenaire, Cent problèmes sur l'étude climatique en relation avec le calcul, la géographie et les sciences naturelles, Tamines, Duculot-Roulin, 1940..
- (FR) Georges Cuisenaire, nouveau procédé de calcul par la méthode active applicable à tous les degrés de l'école primaire, in Les nombres en couleurs, Tamines, Duculot-Roulin, 1952.